# L'Origine du monde (bande dessinée)
Pour les articles homonymes, voir L'Origine du monde (homonymie).

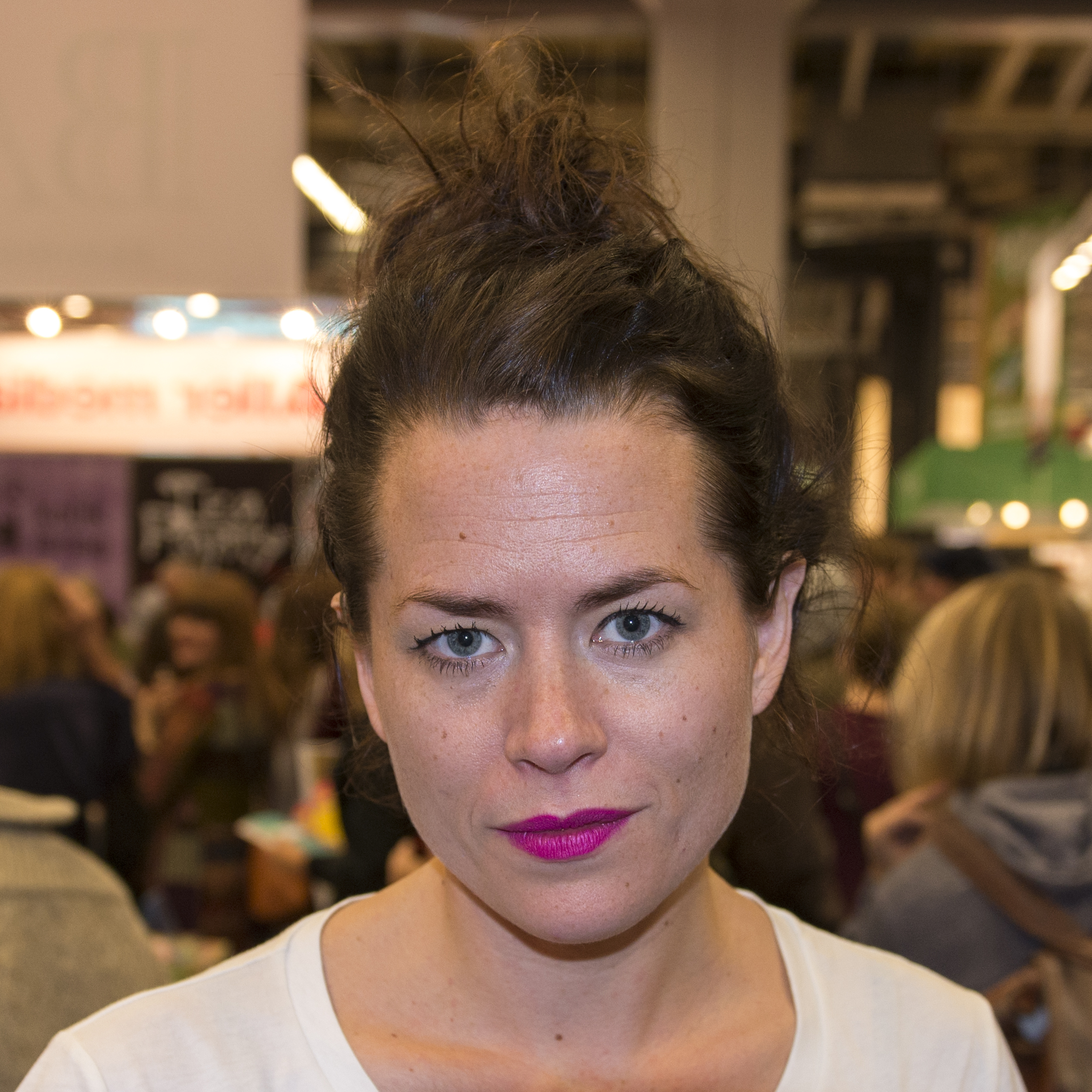
Liv Strömquist (2013)

L'Origine du monde (Kunskapens frukt) est une bande dessinée de Liv Strömquist qui traite de l’histoire culturelle de la vulve de l’Âge de la pierre jusqu’à aujourd’hui.

## Publication
Paru à l'origine en Suède en 2014 sous le titre Kunskapens frukt, l'album est publié en France sous le titre de L'Origine du monde chez l'éditeur Rackham en 2016,.

## Chapitres
La bande dessinée est divisée en cinq chapitres qui répondent aux questions comme « Ce qui est l’organe génital féminin ? Pourquoi les sociétés ont-elles toujours eu des problèmes de parler d’une façon neutre sur cette partie du corps ? Pourquoi y-a-t-il si beaucoup de mythes autour de cet organe ? ». Liv Strömquist écrit sa bande dessinée d’une façon très informative mais en même temps elle manie l'humour parce que les sujets qu’elle traite sont sérieux. 

### Chapitre 1
Dans le premier chapitre Liv Strömquist mentionne sept hommes qui ont eu une opinion très concrète envers l’organe génital féminin. Elle parle en outre de John Harvey Kellogg qui n’a pas seulement inventé une préparation de céréales mais qui était également médecin. Il voulait absolument éviter que les femmes touchent leur organe sexuel, ce qui pouvait être, selon lui, la cause de « cancer ou d'épilepsie ». Liv Strömquist mentionne aussi le médecin Isaac Baker Brown qui préconisait d'enlever chirurgicalement le clitoris des femmes  pour « soigner l’hystérie ou la dépression ».
En prenant en compte tous les siècles, elle mentionne Saint Augustin (quatrième siècle) comme le psychologue John Money (XXe siècle).
De plus, Liv Strömquist mentionne le cas de Saartjie Baartman, une femme khoisane d’Afrique du Sud, une esclave ramenée à Londres au XIXe siècle, pour être exposée au public.

### Chapitre 2[5]
Dans le chapitre deux on apprend ce qu'est l’organe génital de la femme et qu’en général dans l’éducation sexuelle est mal expliqué comme un trou ou un vide. Il est expliqué aussi que le vagin (la partie intérieure de l’organe génital) et la vulve (la partie extérieure de l’organe génital) sont souvent confondus. En plus souvent on ne parle pas directement de la vulve- elle est cachée en langue et images.
Dans la deuxième partie Strömquist montre dans un bref aperçu que la vision d’une vulve cachée n’a pas toujours été comme cela- au contraire dans l’Antiquité on montrait explicitement la vulve dans les images.

### Chapitre 3
Le troisième chapitre traite la question de l’orgasme des personnes qui ont un organe sexuel féminin. Souvent dans les discours contemporains les rapports sexuels sont liés à l’orgasme de l’homme mais pas de la femme. En plus l’orgasme féminin est vu comme quelque chose de très complexe ce qui est difficile à atteindre. Mais cela n’a pas toujours été comme cela. Avant le siècle des lumières on croyait que la femme doit voir un orgasme pour pouvoir être enceinte.
Dans ce chapitre Strömquist explique aussi qu’avant le siècle des Lumières, on considérait le corps féminin et masculin comme égaux. Il était formé différemment ou le corps féminin était une malformation mais en général ils étaient considérés comme égaux. Ce point de vue changeait à partir du XVIIIe siècle : On était convaincu de la différence du corps masculin et féminin. Liv Strömquist illustre ce développement à l’aide des théories des scientifiques de leurs époques.

### Chapitre 4
Dans le chapitre quatre la fille Eve (allusion à la Bible) raconte des problèmes d’une personne avec une vulve et un vagin tout au long de sa vie. Commençant par des premières menstruations, la vision de son propre organe sexuel et des sentiments de honte ou de l’écoulement vaginal.

### Chapitre 5
Le dernier chapitre est consacré à la menstruation.
Durant les siècles avant et pendant le Moyen Âge la menstruation a été vu comme quelque chose de sale, impur ou même comme un porte-malheur. Mais contrairement à cette vision il y a aussi des peuples indigènes pour lesquels la menstruation est sacrée ou des croyances populaires qui l’attribuent de la magie. C’était avec la colonisation et la christianisation que cette vision a changé.
À la fin du chapitre Strömquist parle de SPM (syndrome prémenstruel) et une vision très positive sur la menstruation.